# Parlamento de Namibia
El Parlamento de Namibia es la legislatura nacional de Namibia. Es una legislatura bicameral y, por lo tanto, consta de dos cámaras: el Consejo Nacional (cámara alta) y la Asamblea Nacional (cámara baja).
Todos los miembros del gabinete son también miembros de la cámara baja. Esta situación ha sido criticada por la sociedad civil y la oposición de Namibia por crear una superposición significativa entre el ejecutivo y el legislativo, lo que socava la separación de poderes. La antigüedad de los miembros del gabinete generalmente relega a los parlamentarios ordinarios a los bancos traseros.
Desde la independencia de Namibia hasta 2014, la Asamblea Nacional estuvo compuesta por 78 miembros, 72 miembros elegidos por representación proporcional y 6 miembros designados por el presidente. El Consejo Nacional tenía 26 representantes de los Consejos Regionales, 2 de cada una de las entonces trece regiones. Antes de las elecciones generales de 2014, se enmendó la constitución para aumentar ambas cámaras a su tamaño actual.